# Мораль пані Дульської (фільм)
«Мораль пані Дульської» (рос. «Мораль пани Дульской») — український радянський фільм-спектакль 1957 року режисерів Леоніда Варпаховського і Олексія Швачка за однойменним твором Габріелі Запольської.

## Сюжет
Розпусник і п'яниця Збишко, син пані Дульської, спокусив служницю в їхньому будинку — сільську дівчину Ганку. «Добропорядна» матінка не може допустити розголосу цієї історії...

## У ролях
- Євгенія Опалова
- Олександра Смолярова
- Віктор Халатов
- Євген Балієв
- Клавдія Богданова
- Галина Будиліна
- Лія Глаз,
- Віра Предаєвич
- Тетяна Семічова

## Творча група
- Автор сценарію: Леонід Варпаховський і Олексій Швачко, Габріеля Запольська
- Режисери-постановники: Леонід Варпаховський і Олексій Швачко
- Оператор-постановник: Сергій Ревенко
- Композитор: Лев Соковнин